# Mariam Bangoura
Mariam Bangoura (10 de octubre de 1985) es una deportista gambiana que compitió en judo. Ganó una medalla de bronce en el Campeonato Africano de Judo de 2002 en la categoría de –57 kg.

## Palmarés internacional
| Campeonato Africano | Campeonato Africano | Campeonato Africano | Campeonato Africano |
| Año                 | Lugar               | Medalla             | Categoría           |
| ------------------- | ------------------- | ------------------- | ------------------- |
| 2002                | El Cairo (Egipto)   | Medalla de bronce   | –57 kg              |